# John Cranko
John Cyril Cranko (Rustenburg, Sudáfrica, 15 de agosto de 1927-ultramar, 26 de junio de 1973) fue un bailarín y coreógrafo sudafricano. Es conocido por su relación con el Sadler's Wells Ballet (que posteriormente se convertiría en el Ballet Real, Londres) y el Ballet de Stuttgart que dirigió entre 1961 y su muerte temprana.

## Biografía
Cranko nació en Rustenburg en la antigua provincia de Transvaal (Sudáfrica). Se entrenó en la Ciudad del Cabo bajo la dirección de Dulcie Howes en la Escuela de Ballet de la University of Cape Town. Posteriormente, se mudó a Londres.
Después de que expiraron los derechos de autor de la música de Arthur Sullivan en 1950, Cranko realizó la coreografía del ballet cómico Pineapple Poll, en colaboración con Charles Mackerras. Pineapple Poll estaba basado en una de las Bab Ballads de W. S. Gilbert (The Bumboat Woman's Story) con música de Sullivan, incluyendo música de varias de las operetas de Gilbert y Sullivan. Posteriormente, volvió a colaborar con Mackerras, esta vez en The Lady and the Fool.
Cranko escribió y desarrolló la revista musical Cranks, la cual fue inaugurada en Londres en diciembre de 1955. En marzo, fue trasladada a West End, en donde fue representada en más de 220 ocasiones. La música de la revista fue compuesta por John Addison y entre los miembros del elenco estaban Anthony Newley, Annie Ross, Hugh Bryant y Gilbert Vernon. 
La revista fue trasladada a Nueva York poco después. Cranko también realizó otra revista titulada New Cranks, la cual fue estrenada en el teatro Lyric Hammersmith el 26 de abril de 1960, con música de David Lee y un elenco que incluía a Gillian Lynne, Carole Shelley y Bernard Cribbins.
Fue director del Ballet de Stuttgart, llevándolo a la fama internacional con el aporte de estrellas colaboradoras como la brasileña Marcia Haydée, Richard Cragun y Carla Fracci. Cranko realizó la coreografía para el ballet Onegin, una adaptación de la novela de Aleksandr Pushkin Eugenio Oneguin, con música de Piotr Ilich Chaikovski y orquestación de Kurt-Heinz Stolze. 
Otros de los ballets que Cranko coreografió fueron Romeo y Julieta, con música de Serguéi Prokófiev) y La fierecilla domada (The Taming of the Shrew), con música de Domenico Scarlatti, ambas orquestadas por Kurt-Heinz Stolze.
Cranko murió durante un vuelo transatlántico luego de sufrir una reacción alérgica a unas píldoras para dormir.

## Literatura
- Hannes Kilian; Klaus Geitel: John Cranko. Ballett für die Welt. Sigmaringen: J. Thorbecke Verlag, 1977
- John Percival: John Cranko. Biographie. Stuttgart/Zürich: Belser Verlag, 1985
- Hellmuth Karasek: Karambolagen. Begegnungen mit Zeitgenossen. 2004, S. 73

## Enlaces
- Bibliografía relacionada con John Cranko en el catálogo de la Biblioteca Nacional de Alemania.
- Die John Cranko Gesellschaft Stuttgart (en alemán)
- Die von John Cranko gegründete Ballettschule (en alemán)
- Zitat der Radionachrichten mit der Todesmeldung (en alemán)
- John Cranko en Internet Broadway Database (en inglés)

- Datos: Q1352987
- Multimedia: John Cranko / Q1352987